# Montevideo (departament)
Montevideo – urugwajski departament położony w południowej części kraju, 
nad Atlantykiem. Graniczy z San José oraz Canelones.
Prawie połowę obszaru tego powstałego w 1816 r. departamentu zajmuje miasto Montevideo - stolica i największa metropolia Urugwaju.
Powierzchnia Montevideo wynosi 530 km², stawiając go pod tym względem na ostatnim miejscu w kraju. W 2004 r. departament, a tym samym miasto zamieszkiwało 1 326 064 osby (pierwsze miejsce w kraju). Dawało to rekordową w Urugwaju gęstość zaludnienia 2 502 mieszk./km².